# 선익시스템
주식회사 선익시스템(Sunic System Co. Ltd.)은 대한민국의 소형 OLED 증착기 기업이다. 본사는 경기도 수원시 권선구 산업로155번길 293(고색동)에 위치해 있으며 대표이사는 김혜동이다.

## 상장
2017년 9월 20일에 대신증권을 주관사로 공모가 37,000원에 코스닥 시장에 상장하였다.

## 제품
중국 BOE에 8.6세대 유기발광다이오드(OLED)증착기를 공급할 예정이다

## 같이 보기
- 동아엘텍

## 참고문헌
1. ↑  8.6세대 OLED에 사활 건 BOE, 국내서 수혜 기대되는 기업은, 조선비즈, 2023년 12월 14일
2. ↑  패널 업체 'OLED 8세대' 투자 확대…선익시스템, 수혜 기대, 인포스톡데일리, 2023년 5월 10일
3. ↑  김영호, 선익시스템, BOE에 8.6세대 증착기 공급 확정, 전자신문, 2024년 4월 26일